# The La’s (album)
Az 1990-es The La's a The La's egyetlen nagylemeze, amely mégis beírta magát a brit könnyűzene történetébe. A There She Goes az együttes legnagyobb slágere, míg a Timeless Melody a 90-es évek elejének egyik himnusza.
Az album szerepel az 1001 lemez, amit hallanod kell, mielőtt meghalsz című könyvben.

## Háttér
Minden dalt Lee Mavers írt 1986-ban és 1987-ben. A Go! Discs-szel kötött 1987-es szerződésük után három évig a The La's több producerrel dolgozott együtt. A végső rögzítésre 1989 decembere és 1990 februárja között került sor. A There She Goes egy korábbi felvétel újrakevert változata.

## Az album dalai
|     | Cím             | Szerző(k)  | Hossz |
| --- | --------------- | ---------- | ----- |
| 1.  | Son of a Gun    | Lee Mavers | 1:56  |
| 2.  | I Can't Sleep   | Lee Mavers | 2:37  |
| 3.  | Timeless Melody | Lee Mavers | 3:01  |
| 4.  | Liberty Ship    | Lee Mavers | 2:30  |
| 5.  | There She Goes  | Lee Mavers | 2:42  |
| 6.  | Doledrum        | Lee Mavers | 2:50  |
| 7.  | Feelin'         | Lee Mavers | 1:44  |
| 8.  | Way Out         | Lee Mavers | 2:32  |
| 9.  | I.O.U.          | Lee Mavers | 2:08  |
| 10. | Freedom Song    | Lee Mavers | 2:23  |
| 11. | Failure         | Lee Mavers | 2:54  |
| 12. | Looking Glass   | Lee Mavers | 7:52  |

## Közreműködők

### The La's
- Lee Mavers – gitár, ének
- John Power – basszusgitár, háttérvokál
- Peter "Cammy" Camell – gitár
- Neil Mavers – dob
- John "Boo" Byrne – gitár (There She Goes)
- Chris Sharrock – dob (There She Goes)

### Produkció
- Steve Lillywhite – producer, keverés
- Mark Wallis – segédproducer, hangmérnök
- Donal Hodgson – hangmérnök (Looking Glass)
- Bob Andrews – producer (There She Goes)
- Dave Charles – hangmérnök (There She Goes)
- Ryan Art – design

## Fordítás
- Ez a szócikk részben vagy egészben a The La's (album) című angol Wikipédia-szócikk ezen változatának fordításán alapul.  Az eredeti cikk szerkesztőit annak laptörténete sorolja fel. Ez a jelzés csupán a megfogalmazás eredetét és a szerzői jogokat jelzi, nem szolgál a cikkben szereplő információk forrásmegjelöléseként.